# Worlds Remixed
Worlds Remixed è un album di remix del produttore discografico e DJ statunitense Porter Robinson, pubblicato nel 2015.

## Tracce
1. Divinity (Odesza Remix) (featuring Amy Millan) – 5:26
2. Sad Machine (Deon Custom Remix) – 5:06
3. Years of War (Rob Mayth Remix) (featuring Breanne Düren and Sean Caskey) – 3:55
4. Flicker (Mat Zo Remix) – 4:55
5. Fresh Static Snow (Last Island Remix) – 3:12
6. Polygon Dust (Sleepy Tom Remix) (featuring Lemaitre) – 4:07
7. Hear the Bells (Electric Mantis Remix) (featuring Imaginary Cities) – 4:45
8. Natural Light (San Holo Remix) – 2:55
9. Lionhearted (Point Point Remix) (featuring Urban Cone) – 3:25
10. Sea of Voices (Galimatias Remix) – 3:01
11. Fellow Feeling (Slumberjack Remix) – 4:51
12. Goodbye to a World (Chrome Sparks Remix) – 6:13